# (3259) Brownlee
(3259) Brownlee ist ein ungefähr 25 Kilometer großer Asteroid des äußeren Hauptgürtels, der am 25. September 1984 vom US-amerikanischen Astronomen und Informatiker John Platt am Palomar-Observatorium auf dem Palomar Mountain etwa 80 Kilometer nordöstlich von San Diego (IAU-Code 675) entdeckt wurde.

## Benennung
(3259) Brownlee wurde nach Donald E. Brownlee (* 1943), einem Professor für Astronomie an der University of Washington, benannt. Brownlee ist für seine erfolgreiche Bergung, Identifizierung und chemische sowie mineralogische Untersuchung außerirdischer Partikel aus der Atmosphäre, der „Brownlee“-Partikel, bekannt. Er zeigte auf, dass es sich bei vielen dieser Partikel höchstwahrscheinlich um Kometenstaub handelt. Brownlee extrahierte und untersuchte auch außerirdische Partikel aus Tiefseesedimenten und Polareis. Seine Ergebnisse aus dem auf der Erde gefundenen interplanetaren Staub liefern besonders wichtige Hinweise auf das Material, aus dem Kometen entstanden.